# 타이게토스산
타이게토스산(그리스어: Ταΰγετος)은 펠로폰네소스반도의 산이다. '선지자 엘리아'라는 별명도 있다. 타이게토스산은 오디세이아에도 언급될 정도로 오래된 지명이며, 그리스 신화에 등장하는 님프 타위게테와도 관련이 있다. 비잔티움 제국 시대에서 19세기에 이르기까지 이 산은 펜타닥틸로스(Πενταδάκτυλος, 그리스어로 '다섯 손가락'을 뜻함)라는 이름으로 불리기도 했다.